# اسفناج ترکستانی
اسفناج ترکستانی (نام علمی: lavandula turkestanica) نام یک گونه از سرده اسفناج (سرده) است. سرده اسفناج در ایران در حدود ۲ گونه گیاه علفی خودرو به نام‌های اسفناج چهاردانه‌ای و ترکستانی دارد. در ضمن گونه دیگری به نام اسفناج (Spinacia oleracea) در بیشتر نواحی ایران به صورت سبزی کاشته می‌شود.